# The Scoundrel (1935)
The Scoundrel is een Amerikaanse dramafilm uit 1935 onder regie van Ben Hecht en Charles MacArthur.

## Verhaal
De uitgever Anthony Mallare gebruikt zijn invloedrijke positie om zoveel mogelijk harten te breken. Wanneer hij de dichteres Cora Moore dumpt, spreekt ze een vloek uit over hem. Kort daarna komt Anthony om het leven in een vliegramp. In het vagevuur krijgt hij een tweede kans. Zijn ziel zal worden gered, als hij iemand kan vinden die om hem zal rouwen.

## Rolverdeling
| Acteur              | Personage         |
| ------------------- | ----------------- |
| Noël Coward         | Anthony Mallare   |
| Julie Haydon        | Cora Moore        |
| Stanley Ridges      | Paul Decker       |
| Martha Sleeper      | Julia Vivian      |
| Ernest Cossart      | Jimmy Clay        |
| Alexander Woollcott | Vanderveer Veyden |
| Everley Gregg       | Mildred Langwiter |
| Rosita Moreno       | Carlotta          |
| Eduardo Ciannelli   | Maurice Stern     |
| Richard Bond        | Howard Gillette   |
| Helen Strickland    | Mevrouw Rolinson  |
| Lionel Stander      | Rothenstien       |
| Frank Conlan        | Massey            |
| O.Z. Whitehead      | Calhoun           |
| Raymond Bramley     | Felix Abrams      |